# Tadayuki Okada

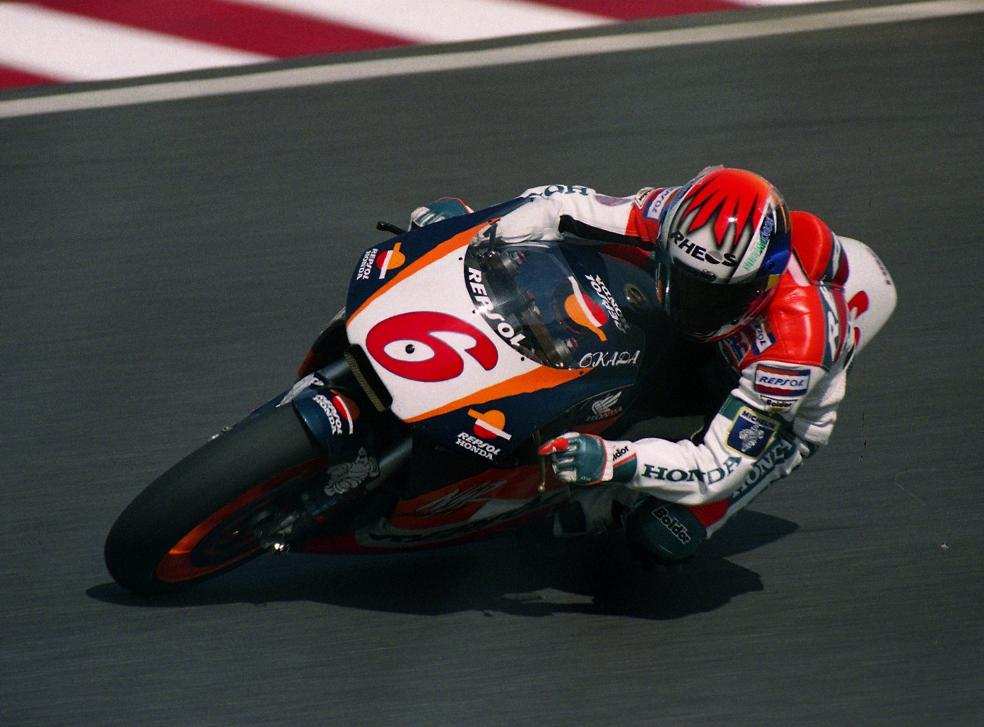
Tadayuki Okada op het Suzuka International Racing Course in 1996.

Tadayuki "Taddy" Okada (Japans: 岡田 忠之, Okada Tadayuki) (Joso, 13 februari 1967) is een Japans motorcoureur.
Okada werd tussen 1989 en 1991 driemaal kampioen in de 250cc-klasse van het All Japan Road Race Championship op een Honda. Tussen 1989 en 1992 reed hij ook ieder jaar met een wildcard zijn thuisrace in het wereldkampioenschap wegrace op een Honda, waarbij hij in 1992 als tweede eindigde. In 1993 maakte hij zijn fulltime debuut in het kampioenschap en stond op het podium in Maleisië, Japan en Europa. In 1994 behaalde hij in Japan zijn eerste overwinning en voegde er in Argentinië een tweede overwinning aan toe, waardoor hij met twintig punten achterstand op Max Biaggi als tweede in het kampioenschap eindigde. In 1995 won hij geen races, maar stond wel op het podium in Maleisië, Duitsland, Nederland, Frankrijk en Rio de Janeiro en werd vierde in het kampioenschap. In 1996 maakte hij de overstap naar de 500cc en behaalde in zijn eerste race in Maleisië meteen pole position, maar haalde de finish niet. Hij stond dat jaar wel op het podium in Spanje, Imola en Australië. In 1997 behaalde hij tijdens de Grand Prix van Indonesië zijn eerste 500cc-overwinning en stond ook in Japan, Spanje, Oostenrijk, Frankrijk, Duitsland, Rio de Janeiro en Groot-Brittannië op het podium, waardoor hij achter Mick Doohan als tweede in het kampioenschap eindigde. In 1998 miste hij vijf races door een polsblessure, maar stond desondanks op het podium in Japan, Catalonië en Argentinië. In 1999 sloeg hij terug met overwinningen in Nederland, Tsjechië en Australië, waardoor hij achter Àlex Crivillé en Kenny Roberts jr. als derde in het kampioenschap eindigde. Nadat hij in 2000 enkel in Japan op het podium eindigde, stapte hij in 2001 over naar het wereldkampioenschap superbike op een Honda. Hij eindigde op het podium op het Phillip Island Grand Prix Circuit, de Lausitzring en het Autodromo Enzo e Dino Ferrari en werd achtste in het kampioenschap. Na dit seizoen stopte hij met racen, maar bleef wel altijd actief als testrijder van Honda. In 2008 kreeg hij voor de Grand Prix van Italië een wildcard en eindigde de race als veertiende.